# Felipe Roque
Felipe Roque de Moraes (Rio de Janeiro, 12 de maio de 1987) é um ator e ex-modelo brasileiro.

## Biografia
Felipe Roque começou a estudar engenharia civil na faculdade, mas trancou o curso para dedicar-se à carreira de ator. Formou-se pela Casa de Dramaturgia Carioca.
Em 2005 começou a carreira como modelo, morando em Milão, onde trabalhou para grifes como Roberto Cavalli e Dolce & Gabbana. Seu primeiro papel notável como ator foi através do longa S.O.S. Mulheres ao Mar no qual interpretou Maurício. Em 2015 fez sua estréia no horário na novela nobre na novela A Regra do Jogo interpretando o personagem mimado Kim. Após realizar 16 testes, em 2016 foi o protagonista da vigésima quarta temporada do seriado adolescente Malhação denominada Malhação: Pro Dia Nascer Feliz no papel do jogador de vôlei Gabriel. Em 2018 assinou com a Record viveu o soldado Caius na novela Jesus, um dos vilões da trama.

## Vida pessoal
Em março de 2016 assumiu namoro com a modelo Aline Riscado. O relacionamento chegou ao fim em outubro de 2018.

## Filmografia

### Televisão
| Ano           | Título                         | Personagem          | Notas                                |
| ------------- | ------------------------------ | ------------------- | ------------------------------------ |
| 2009          | Malhação                       | Renatão             | Episódios: "19-20 de novembro"       |
| 2010          | Amoral da História             | Príncipe            | Episódio: "Dama Gentil e Senil"      |
| 2012          | Aquele Beijo                   | Per Mokerg          |                                      |
| 2015-16       | A Regra do Jogo                | Kim Stewart Sampaio |                                      |
| 2016          | Vai Que Cola                   | Hércules            | Episódio: "As 7 Maravilhas do Méier" |
| 2016-17       | Malhação: Pro Dia Nascer Feliz | Gabriel Soares      | Temporada 24                         |
| 2017          | Tô de Graça                    | Paulinho            | Episódio: "Debutando e Andando"      |
| 2018-19       | Jesus                          | Caius               |                                      |
| 2021          | Gênesis                        | Ibbi-Sim            | Fase: "Ur dos Caldeus"               |
| 2023-presente | A Divisão                      | Delegado William    |                                      |
| 2023-24       | A Infância de Romeu e Julieta  | Mauro Ferrari       |                                      |
| 2025          | Dona de Mim                    | Joca Brandão        | Episódios: "19–20 de junho"          |

### Cinema
| Ano  | Título                   | Personagem | Nota            |
| ---- | ------------------------ | ---------- | --------------- |
| 2015 | S.O.S. Mulheres ao Mar 2 | Maurício   |                 |
| 2017 | Amor.com                 | Dinho      |                 |
| 2018 | Os Farofeiros            | Adônis     |                 |
| 2025 | Resistir e Recomeçar     | Henrique   | Gravado em 2019 |

### Internet
| Ano  | Título             | Personagem | Notas           |
| ---- | ------------------ | ---------- | --------------- |
| 2015 | Curriculum Vitae   | Léo        | Websérie        |
| 2022 | Ensaio Gota D'água | Jasão      | Leitura on line |

## Teatro
| Ano       | Título                                   |
| --------- | ---------------------------------------- |
| 2014      | Greta Garbo, Quem Diria, Acabou no Irajá |
| 2014-2016 | Sexo Grátis, Amor a Combinar             |
| 2015      | Crônicas do Amor Mal Amado               |
| 2016-2017 | Sabe Quem Dançou?                        |
| 2016-2017 | Jogo do Amor                             |
| 2021      | Angel                                    |

## Direção de Fotografia
| Ano  | Título              | Notas                 |
| ---- | ------------------- | --------------------- |
| 2016 | Barata Ribeiro, 716 | Diretor de Fotografia |